# U-286
| U-286                      | U-286                                                          | U-286                                                          |
| -------------------------- | -------------------------------------------------------------- | -------------------------------------------------------------- |
|                            |                                                                |                                                                |
|                            |                                                                |                                                                |
|                            |                                                                |                                                                |
| Під прапором               | Третій рейх                                                    | Третій рейх                                                    |
| Спуск на воду              | 21 квітня 1943 року                                            | 21 квітня 1943 року                                            |
| Виведений зі складу флоту  | 29 квітня 1945 року                                            | 29 квітня 1945 року                                            |
| Сучасний статус            | затоплений                                                     | затоплений                                                     |
| Проєкт                     |                                                                |                                                                |
| Тип ПЧ                     | Торпедний ДПЧ                                                  | Торпедний ДПЧ                                                  |
| Основні характеристики     |                                                                |                                                                |
| Швидкість (надводна)       | 17,7 вузла                                                     | 17,7 вузла                                                     |
| Швидкість (підводна)       | 7,6 вузла                                                      | 7,6 вузла                                                      |
| Робоча глибина занурення   | 100 м                                                          | 100 м                                                          |
| Гранична глибина занурення | 220 м                                                          | 220 м                                                          |
| Екіпаж                     | 44 особи                                                       | 44 особи                                                       |
| Розміри                    |                                                                |                                                                |
| Довжина найбільша (по КВЛ) | 67,1 м                                                         | 67,1 м                                                         |
| Ширина корпусу найб.       | 6,2 м                                                          | 6,2 м                                                          |
| Висота                     | 9,6 м                                                          | 9,6 м                                                          |
| Середня осадка (по КВЛ)    | 4,70 м                                                         | 4,70 м                                                         |
| Водотоннажність надводна   | 769 т                                                          | 769 т                                                          |
| Озброєння                  |                                                                |                                                                |
| Артилерія                  | одна палубна гармата калібру 88-мм, одна 20-мм зенітна гармата | одна палубна гармата калібру 88-мм, одна 20-мм зенітна гармата |
| Торпедно- мінне озброєння  | 4 носових і один кормовий ТА. 14 торпед або 26 мін             | 4 носових і один кормовий ТА. 14 торпед або 26 мін             |

U-286 — німецький підводний човен типу VIIC, часів Другої світової війни.
Замовлення на будівництво човна віддане 5 червня 1941 року. Човен заклали на верфі суднобудівної компанії «Bremer Vulkan-Vegesacker Werft» у місті Бремен-Вегесак 3 серпня 1942 року під заводським номером 51, спущений на воду 21 квітня 1943 року, 5 червня 1943 року увійшов до складу 8-ї флотилії. Також за час служби перебував у складі 11-ї та 13-ї флотилій. Єдиним командиром човна був оберлейтенант-цур-зее Віллі Дітріх.
Човен зробив 4 бойових походи, в яких потопив 1 військовий корабель.
Потоплений 29 квітня 1945 року у Кольській затоці Баренцового моря (69°29′ пн. ш. 33°37′ сх. д. / 69.483° пн. ш. 33.617° сх. д.) глибинними бомбами британських фрегатів «Лох Інш», «Ангуілла» і «Коттон». Всі 51 члени екіпажу загинули.

## Потоплені та пошкоджені кораблі[3]
| Назва   | Тип    | Належність      | Дата           | Тоннаж (БРТ) | Вантаж | Статус    | Місце                                                       |
| «Гудол» | фрегат | Велика Британія | 29 квітня 1945 | 1 150        |        | потоплено | 69°25′ пн. ш. 33°38′ сх. д. / 69.417° пн. ш. 33.633° сх. д. |